# Epuraea silesiaca
Epuraea silesiaca är en skalbaggsart som beskrevs av Edmund Reitter 1872. Epuraea silesiaca ingår i släktet Epuraea, och familjen glansbaggar. Enligt den finländska rödlistan är arten nära hotad i Finland. Enligt den svenska rödlistan är arten otillräckligt studerad i Sverige. Arten förekommer i Övre Norrland. Artens livsmiljö är moskogsbrandfält.